# تپه اور تالغ
تپه اور تالغ در شهرستان شازند، بخش سروند، روستای مالمیر واقع شده و این اثر در تاریخ ۱۲ بهمن ۱۳۸۱ با شمارهٔ ثبت ۷۲۲۹ به‌عنوان یکی از آثار ملی ایران به ثبت رسیده است.